# Ostrava Steelers
Gli Ostrava Steelers sono una squadra di football americano di Ostrava, nella Repubblica Ceca; fondati nel 1994 in seguito alla fusione tra gli Ostrava Eagles e gli Ostrava Cobras, hanno vinto 1 titolo nazionale e un titolo di secondo livello.
Falliti nel 1999, hanno riaperto nel 2010.
Nel 2020 hanno assorbito la squadra femminile delle Ostrava Diamonds.

## Dettaglio stagioni

### Tackle

#### Campionato

##### Prima squadra

###### ČLAF A/ČLAF
| Stagione | regular season | regular season | regular season | regular season | regular season | regular season | playoff | playoff | playoff | playoff | playoff | playoff    | playoff               |
|          | Vin            | Par            | Per            | Tot            | PF             | PS             | Vin     | Per     | Tot     | PF      | PS      | risultato  | avversaria            |
| -------- | -------------- | -------------- | -------------- | -------------- | -------------- | -------------- | ------- | ------- | ------- | ------- | ------- | ---------- | --------------------- |
| 1994     | 0              | 0              | 6              | 6              | 18             | 232            | -       | -       | -       | -       | -       | -          | -                     |
| 1995     | -              | -              | -              | -              | -              | -              | 0       | 1       | 1       | 6       | 54      | Semifinale | Prague Panthers       |
| 1996     | 5              | 0              | 1              | 6              | 310            | 70             | 1       | 1       | 2       | 62      | 69      | Czech Bowl | Prague Panthers       |
| 1997     | 9              | 0              | 0              | 9              | 320            | 79             | 2       | 0       | 2       | 56      | 37      | Campioni   | Prague Panthers       |
| 1998     | 7              | 0              | 2              | 9              | 266            | 79             | 0       | 1       | 1       | 14      | 30      | Semifinale | Prague Lions          |
| 1999     | 5              | 0              | 5              | 10             | 208            | 163            | -       | -       | -       | -       | -       | -          | -                     |
| 2011     | 3              | 0              | 4              | 7              | 77             | 162            | 0       | 1       | 1       | 0       | 54      | Semifinale | Prague Panthers       |
| 2012     | 4              | 0              | 5              | 9              | 147            | 199            | 0       | 1       | 1       | 20      | 54      | Wild Card  | Giants Wrocław        |
| 2013     | 2              | 0              | 6              | 8              | 111            | 209            | -       | -       | -       | -       | -       | -          | -                     |
| 2016     | 1              | 0              | 9              | 10             | 119            | 372            | -       | -       | -       | -       | -       | -          | -                     |
| 2017     | 7              | 1              | 2              | 10             | 247            | 81             | 1       | 1       | 2       | 27      | 47      | Czech Bowl | Prague Black Panthers |
| 2018     | 7              | 0              | 3              | 10             | 249            | 176            | 1       | 1       | 2       | 38      | 54      | Czech Bowl | Prague Black Panthers |
| 2019     | 8              | 0              | 2              | 10             | 371            | 131            | 1       | 1       | 2       | 58      | 44      | Czech Bowl | Prague Lions          |
| 2020     | 4              | 0              | 4              | 8              | 225            | 163            | -       | -       | -       | -       | -       | -          | -                     |
| 2021     | 2              | 0              | 4              | 6              | 163            | 188            | -       | -       | -       | -       | -       | -          | -                     |
| Totale   | 64             | 1              | 53             | 118            | 2831           | 2304           | 6       | 8       | 14      | 281     | 443     |            |                       |

Fonti: Enciclopedia del Football - A cura di Roberto Mezzetti

###### ČLAF B/Divize II
| Stagione | regular season | regular season | regular season | regular season | regular season | regular season | playoff | playoff | playoff | playoff | playoff | playoff     | playoff             |
|          | Vin            | Par            | Per            | Tot            | PF             | PS             | Vin     | Per     | Tot     | PF      | PS      | risultato   | avversaria          |
| -------- | -------------- | -------------- | -------------- | -------------- | -------------- | -------------- | ------- | ------- | ------- | ------- | ------- | ----------- | ------------------- |
| 2014     | 5              | 0              | 1              | 6              | 182            | 54             | 1       | 0       | 1       | 34      | 27      | Campioni    | Prague Hippos       |
| 2015     | 6              | 1              | 1              | 8              | 206            | 127            | 0       | 1       | 1       | 7       | 42      | Silver Bowl | Pardubice Stallions |
| Totale   | 11             | 1              | 2              | 14             | 388            | 181            | 1       | 1       | 2       | 41      | 69      |             |                     |

Fonti: Enciclopedia del Football - A cura di Roberto Mezzetti

###### DŽLAF
| Stagione | regular season | regular season | regular season | regular season | regular season | regular season | playoff | playoff | playoff | playoff | playoff | playoff   | playoff    |
|          | Vin            | Par            | Per            | Tot            | PF             | PS             | Vin     | Per     | Tot     | PF      | PS      | risultato | avversaria |
| -------- | -------------- | -------------- | -------------- | -------------- | -------------- | -------------- | ------- | ------- | ------- | ------- | ------- | --------- | ---------- |
| 2020     | 2              | 0              | 2              | 4              | 52             | 50             | -       | -       | -       | -       | -       | -         | -          |
| Totale   | 2              | 0              | 2              | 4              | 52             | 50             | -       | -       | -       | -       | -       |           |            |

Fonti: Enciclopedia del Football - A cura di Roberto Mezzetti

##### Giovanili

###### Juniorský pohár/ČJLAF
| Stagione | regular season | regular season | regular season | regular season | regular season | regular season | playoff | playoff | playoff | playoff | playoff | playoff    | playoff               |
|          | Vin            | Par            | Per            | Tot            | PF             | PS             | Vin     | Per     | Tot     | PF      | PS      | risultato  | avversaria            |
| -------- | -------------- | -------------- | -------------- | -------------- | -------------- | -------------- | ------- | ------- | ------- | ------- | ------- | ---------- | --------------------- |
| 2013     | 1              | 0              | 5              | 6              | 25             | 111            | -       | -       | -       | -       | -       | -          | -                     |
| 2014     | 2              | 0              | 2              | 4              | 99             | 83             | 0       | 1       | 1       | 19      | 46      | Finale     | Prague Black Panthers |
| 2015     | 2              | 0              | 2              | 4              | 87             | 74             | 0       | 1       | 1       | 22      | 23      | Semifinale | Pardubice Stallions   |
| 2016     | 0              | 0              | 6              | 6              | 40             | 206            | -       | -       | -       | -       | -       | -          | -                     |
| 2018     | 3              | 0              | 2              | 5              | 118            | 115            | -       | -       | -       | -       | -       | -          | -                     |
| Totale   | 8              | 0              | 17             | 25             | 369            | 589            | 0       | 2       | 2       | 41      | 69      |            |                       |

Fonti: Enciclopedia del Football - A cura di Roberto Mezzetti

###### Č2JLAF
| Stagione | regular season | regular season | regular season | regular season | regular season | regular season | playoff | playoff | playoff | playoff | playoff | playoff   | playoff    |
|          | Vin            | Par            | Per            | Tot            | PF             | PS             | Vin     | Per     | Tot     | PF      | PS      | risultato | avversaria |
| -------- | -------------- | -------------- | -------------- | -------------- | -------------- | -------------- | ------- | ------- | ------- | ------- | ------- | --------- | ---------- |
| 2017     | 4              | 0              | 2              | 6              | 137            | 112            | -       | -       | -       | -       | -       | -         | -          |
| Totale   | 4              | 0              | 2              | 6              | 137            | 112            | -       | -       | -       | -       | -       |           |            |

Fonti: Enciclopedia del Football - A cura di Roberto Mezzetti

###### Dorostenecký pohár/Dorostenecká liga
| Stagione | regular season | regular season | regular season | regular season | regular season | regular season | playoff | playoff | playoff | playoff | playoff | playoff   | playoff               |
|          | Vin            | Par            | Per            | Tot            | PF             | PS             | Vin     | Per     | Tot     | PF      | PS      | risultato | avversaria            |
| -------- | -------------- | -------------- | -------------- | -------------- | -------------- | -------------- | ------- | ------- | ------- | ------- | ------- | --------- | --------------------- |
| 2015     | 3              | 0              | 3              | 6              | 108            | 128            | -       | -       | -       | -       | -       | -         | -                     |
| 2016     | 2              | 0              | 4              | 6              | 126            | 149            | -       | -       | -       | -       | -       | -         | -                     |
| 2017     | 3              | 1              | 2              | 6              | 147            | 129            | 0       | 1       | 1       | 12      | 19      | Finale    | Příbram Bobcats       |
| 2018     | 4              | 0              | 0              | 4              | 76             | 30             | 0       | 1       | 1       | 0       | 7       | Finale    | Prague Black Panthers |
| Totale   | 12             | 1              | 9              | 22             | 457            | 436            | 0       | 2       | 2       | 12      | 26      |           |                       |

Fonti: Enciclopedia del Football - A cura di Roberto Mezzetti

### Flag

#### Campionato

##### Prima squadra
| Stagione | regular season | regular season | regular season | regular season | regular season | regular season | playoff | playoff | playoff | playoff | playoff | playoff      | playoff           |
|          | Vin            | Par            | Per            | Tot            | PF             | PS             | Vin     | Per     | Tot     | PF      | PS      | risultato    | avversaria        |
| -------- | -------------- | -------------- | -------------- | -------------- | -------------- | -------------- | ------- | ------- | ------- | ------- | ------- | ------------ | ----------------- |
| 2012     | 2              | 0              | 2              | 4              | 52             | 79             | -       | -       | -       | -       | -       | -            | -                 |
| 2013     | 2              | 0              | 0              | 2              | 66             | 26             | 1       | 1       | 2       | 51      | 79      | Finale       | Panthers 30+      |
| 2014     | 2              | 0              | 0              | 2              | 101            | 30             | 1       | 1       | 2       | 51      | 67      | Finale       | Panthers 30+      |
| 2015     | 2              | 0              | 0              | 2              | 64             | 15             | 3       | 0       | 3       | 95      | 6       | Campioni     | Panthers 30+      |
| 2016     | 2              | 0              | 0              | 2              | 105            | 15             | 2       | 1       | 3       | 57      | 32      | Terzo posto  | Prague Hippos     |
| 2016     | 0              | 0              | 2              | 2              | 33             | 59             | 1       | 1       | 2       | 45      | 26      | Decimo posto | Prague Mustangs B |
| 2017     | 3              | 1              | 3              | 7              | 136            | 80             | -       | -       | -       | -       | -       | -            | -                 |
| 2017     | 3              | 1              | 3              | 10             | 89             | 105            | -       | -       | -       | -       | -       | -            | -                 |
| Totale   | 16             | 2              | 10             | 28             | 646            | 409            | 8       | 4       | 12      | 299     | 210     |              |                   |

Fonti: Enciclopedia del Football - A cura di Roberto Mezzetti

##### Giovanili

###### Flagová liga U19
| Stagione | regular season | regular season | regular season | regular season | regular season | regular season | playoff | playoff | playoff | playoff | playoff | playoff      | playoff               |
|          | Vin            | Par            | Per            | Tot            | PF             | PS             | Vin     | Per     | Tot     | PF      | PS      | risultato    | avversaria            |
| -------- | -------------- | -------------- | -------------- | -------------- | -------------- | -------------- | ------- | ------- | ------- | ------- | ------- | ------------ | --------------------- |
| 2016     | 13             | 2              | 5              | 20             | 508            | 341            | 2       | 0       | 2       | 90      | 49      | Campioni     | Karlovy Vary Warriors |
| 2017     | 12             | 0              | 0              | 12             | 530            | 202            | 1       | 1       | 2       | 44      | 65      | Finale       | Příbram Bobcats       |
| 2018     | 12             | 0              | 3              | 15             | 510            | 317            | 0       | 2       | 2       | 43      | 110     | Quarto posto | Prague Mustangs       |
| Totale   | 37             | 2              | 8              | 47             | 1548           | 860            | 3       | 3       | 6       | 177     | 224     |              |                       |

Fonti: Enciclopedia del Football - A cura di Roberto Mezzetti

###### Flagová liga U15
| Stagione | regular season | regular season | regular season | regular season | regular season | regular season | playoff | playoff | playoff | playoff | playoff | playoff      | playoff               |
|          | Vin            | Par            | Per            | Tot            | PF             | PS             | Vin     | Per     | Tot     | PF      | PS      | risultato    | avversaria            |
| -------- | -------------- | -------------- | -------------- | -------------- | -------------- | -------------- | ------- | ------- | ------- | ------- | ------- | ------------ | --------------------- |
| 2017     | 8              | 0              | 8              | 16             | 359            | 301            | 0       | 2       | 2       | 38      | 75      | Quarto posto | Prague Black Panthers |
| 2018     | 4              | 1              | 28             | 33             | 527            | 1169           | -       | -       | -       | -       | -       | -            | -                     |
| Totale   | 12             | 1              | 36             | 49             | 886            | 1470           | 0       | 2       | 2       | 38      | 75      |              |                       |

Fonti: Enciclopedia del Football - A cura di Roberto Mezzetti

### Riepilogo fasi finali disputate
| Anno           | Luogo     | Evento | Fase del torneo | Incontro                                 | Risultato |
| 24 luglio 2017 | Žižkov    | ČLAF   | Czech Bowl      | Prague Black Panthers - Ostrava Steelers | 28 - 0    |
| 14 luglio 2018 | Vítkovice | ČLAF   | Czech Bowl      | Prague Black Panthers - Ostrava Steelers | 30 - 7    |
| 20 luglio 2019 | Vítkovice | ČLAF   | Czech Bowl      | Prague Lions - Ostrava Steelers          | 29 - 23   |

## Palmarès
- 1 Czech Bowl (1997)
- 1 Silverbowl (2014)
- 1 Campionato ceco di flag football (2015)
- 1 Campionato ceco di flag football Under-19 (2016)